# Кондратьев, Сергей Сергеевич
Сергей Сергеевич Кондра́тьев (1892, д. Ладыкино, Калужская губерния, Российская империя — 1942) — советский партийный и государственный и партийный деятель, председатель Омского облисполкома (1935—1937).

## Биография
Окончил уездное училище и шесть классов гимназии. После смерти отца (1910) батрачил, затем работал на предприятиях Петрограда. Участвовал в Первой мировой войне (1914—1917), в 1916 г. произведен в унтер-офицеры кавалерии.
Член РКП (б) с 1918 г. В 1918—1920 гг. служил в Красной Армии, был командиром красногвардейского отряда, командиром эскадрона, военкомом бригады.
- 1921—1922 гг. — секретарь Новохоперского укома РКП (б),
- 1922—1924 гг. — инструктор Воронежского губкома РКП (б), Юго-Восточного бюро ЦК РКП(б),
- 1924—1927 гг. — секретарь Майкопского окружкома ВКП(б),
- 1928—1930 гг. — слушатель курсов при ЦК ВКП (б),
- 1930—1932 гг. — заведующий Смоленским областным земельным управлением,
- 1932—1934 гг. — в аппарате наркомата земледелия СССР,
- 1934—1935 гг. — председатель организационного комитета Президиума ВЦИК по Омской области,
- 1935—1937 гг. — председатель исполнительного комитета Омского областного Совета. На этом посту занимался формированием управленческого аппарата области, производственной специализацией районов, коллективизацией. Пленум Омского обкома ВКП (б) 12 июля 1937 г. утвердил решение бюро «О снятии с должности председателя облисполкома Кондратьева С. С. за связь с арестованными врагами народа как незаслуживающего доверия».

Был арестован 21 августа 1937 г., следствие продолжалось до 1939 г. Военный трибунал СибВО 23 ноября 1939 г. вынужден был его освободить из-за недоказанности обвинения. В 1942 г. вновь арестован и расстрелян. Реабилитирован в сентябре 1956 г.
По некоторым данным был освобожден из под ареста и принимал участие в Великой Отечественной войне. Дальнейшую судьбу Кондратьева историкам пока не удалось установить.